# La*La*Laラボリューション
「La*La*Laラボリューション」（ラ・ラ・ラ ラボリューション）は、アフィリア・サーガ・イーストの楽曲。同グループ6枚目のシングル。として2011年7月27日に5pb.から発売された。

## 概要
豪華盤・コラボ盤・通常盤の3形態で発売され、豪華盤には「La*La*Laラボリューション feat．カレン、マホ、ミィナ、アリア」と「Dearセンパイ♡〜メンバー自己紹介ソング〜」、「La*La*Laラボリューション」のAnotherPVと特典映像が、コラボ盤には「STEINS;GATE 比翼恋理のだーりん」のだーりんのOP Movieが収録されている。なお豪華盤、コラボ盤共に収録されているPVは沖縄で撮影された。
7月17日にはアニメイト横浜店にて本作の発売を記念したイベントが開催され、「La*La*Laラボリューション」のPVフルバージョンが初披露された。
コラボ盤のジャケットには、パフェを持ったメイド服姿の牧瀬紅莉栖が描かれている。

## 収録曲
（全編曲：上野浩司）

### 豪華盤
1. La*La*Laラボリューション [5:08]
作詞・作曲：志倉千代丸
Xbox 360用ゲーム『STEINS;GATE 比翼恋理のだーりん』オープニングテーマ
2. TANTEI☆ラプソディ [3:58]
作詞・作曲：桃井はるこ
PSP用ゲーム『たんていぶ』オープニングテーマ
3. La*La*Laラボリューション feat．カレン、マホ、ミィナ、アリア
4. Dearセンパイ♡〜メンバー自己紹介ソング〜 [5:08]
作詞：桃井はるこ + アフィリア・サーガ・イースト、作曲：桃井はるこ
5. La*La*Laラボリューション（off Vocal）
6. TANTEI☆ラプソディ（off Vocal）

DVD
1. La*La*Laラボリューション （MUSIC VIDEO）
2. La*La*Laラボリューション （MUSIC VIDEO）（Another Ver）
3. 特典映像

### コラボ盤・通常盤
1. La*La*Laラボリューション
2. TANTEI☆ラプソディ
3. La*La*Laラボリューション（off Vocal）
4. TANTEI☆ラプソディ（off Vocal）

DVD（コラボ盤）
1. La*La*Laラボリューション（MUSIC VIDEO）
2. STEINS;GATE 比翼恋理のだーりん OP Movie